# Спраг, Эрнест
Эрнест Маршалл Спраг (англ. Ernest Sprague; 20 октября 1865 — 10 мая 1938) — американский футболист, муниципальный деятель и инженер.
Родился в 1865 году на ферме Фармингтона (штат Мичиган). Поступил в Мичиганский университет, где с 1886-го стал играть за студенческую футбольную команду «Мичиган Волверинес» как нападающий, а через год — как левый защитник. В 1888 году окончил учёбу в университете и устроился инженером на Чикагскую железную дорогу. Там он проработал до 1895 года, а после был главным инспектором в Milwaukee, Lake Shore & Western Railroad до 1897-го. В 1898 году переехал в Денвер, будучи представителем производственной компании Gillett Herzog. В 1900—1903 работал в American Bridge Company. Позже, в 1903 году, переехал в Кливленд, продолжая работать на ту же компанию инженером-подрядчиком. В 1915 перепрофилировался на менеджера по строительству. Одновременно с этим с 1905 года являлся членом городского совета и комиссаром Восточного Кливленда; 1918—1934 — член городской комиссии. Позже на протяжении 18 лет работал менеджером по строительству в Bethlehem Steel.
Женился на Мод Силл в 1902 году в Колорадо. В браке родилось двое детей — Роберт (сын) и Джин (дочь). В переписях населения США в 1920 и 1930 годах числится как житель Восточного Кливленда. Умер в Кливленде в 1938 году в возрасте 73 лет.